# 移民文学
移民文学通常由移民写作，讲述客居他乡的故事。移民文学关注的是移民离开家乡的经历、他们在移入地可能受到的褒贬不一的对待、歧视与排外主义、身份认同的探索等。无论是使用移出地还是移入地语文的写作，都会相互影响，带来语言的混融
。

## 各地移民文学

### 欧美
常见的内容有欧洲人移民到新大陆；非洲和亚洲人从前殖民地和半殖民地移民到欧美；种族清洗；客籍工人计划以及流放，例如纳粹时期德国持不同政见者的流放情况。在欧美，移民文学和后殖民主义文学具有大量重合。

### 阿拉伯
奥斯曼帝国崩溃后，阿拉伯人移民到欧洲和新大陆。

### 中国
近代的中文移民文学多以闯关东、走西口、下南洋，以及劳工、学生等群体在中国内陆向沿海的移民潮为主题。